# Фізіологія в Україні
Фізіологія людини і тварин є розвинутою галуззю біології і медичної науки в Україні. Фізіологічні дослідження на теренах сучасної України налічують більше 150 років. Українськими дослідниками зроблено низку фізіологічних відкриттів світового рівня. Численні наукові центри в системі Національної академії наук України, Національної академії медичних наук України та університетів пов'язані з фізіологічними науковими школами.

## Історія фізіології в Україні
Фізіологія на теренах України почала розвиватися, як і світова, у прив'язці до анатомічних досліджень. Перший курс фізіології читався у Львівському університеті, де працювали Якуб Костржевський та Томаш Седей. Перша університетська кафедра фізіології була створена у 1836 році в Харківському університеті, проте дослідження там розпочалися лише у 1860-ті роки, коли завідувачем кафедри став Іван Щелков. У Київському університеті кафедру у 1840 році очолив Едуард Мірам. Перші фізіологи на території України після закінчення вітчизняних університетів обов'язково стажувалися в Європі, в першу чергу в німецьких університетах. За кордоном Російської імперії навчалися Мірам, Олександр Вальтер, Сергій Чир'єв, перший завідувач кафедри фізіології Харківського університету Іван Калениченко, Василь Данилевський. Деякі фізіологи приїжджали працювати з Європи, наприклад Володимир Томса.
Основними центрами розвитку фізіології були Харків, Київ, Одеса, Львів. Упродовж XX століття кафедри фізіології також були створені в вищих школах Вінниці, Дніпра, Донецька, Сімферополя, Івано-Франковська, Чернівців, Ужгорода.

### Участь українських фізіологів у наукових форумах
Уже на Другому Всеросійському (Всесоюзному) з'їзді фізіологів в Ленінграді в травні 1926 року з 268 доповідей загалом 41 була з УСРР. Почесним заступником голови оргкомітету був обраний Василь Данилевський, а заступником голови з'їзду — Василь Чаговець. З 400 учасників з'їзду УСРР представляли 72 (41 з Харкова, 14 з Києва, 11 з Одеси, 4 з Катеринослава, по одному зі Сталіна та Ромнів), причому 250 делегатів були з Москви та Ленінграду. За рішенням з'їзду до редакції Російського фізіологічного журналу було додано 55 співробітників, з них 4 з Харкова, 3 з Києва, 2 з Одеси та 1 з Катеринослава.
На Третьому Всесоюзному з'їзді фізіологів в Москві в травні-червні 1928 року зі 194 доповідей загалом 34 було з УСРР, а почесним головою з'їзду був обраний Василь Данилевський. З 489 учасників з'їзду 77 представляли УСРР. За результатами з'їзду Олександр Палладін запропонував заснувати в Харкові Всеукраїнське товариство фізіологів, біохіміків та фармакологів. Це сталося в липні 1928 року. Також було вирішено 4-й З'їзд фізіологів провести в Харкові. До оргкомітету окрім голови Палладіна ввійшли Василь Данилевський, Микола Бєлоусов, Георгій Фольборт, Олександр Черкес, Василь Чаговець, Євген Синельников, а до ревізійної комісії — В. В. Ніколаєв, В. В. Єфімов, Д. І. Ромашев, С.Є. Северин.
У 1928 році Палладін відвідав конгрес у Гетеборзі, а Фольборт — XIII Міжнародний фізіологічний конгрес у Гарвардському університеті. На 4-му з'їзді фізіологів у Харкові УСРР представляли 167 делегатів з 559 осіб.

### Вплив наукових шкіл Павлова і Сєченова
Значний вплив на розвиток фізіології в Україні здійснили російські фізіологічні школи Івана Сєченова та Івана Павлова.
Іван Сеченов упродовж 5 років завідував кафедрою фізіології в Новоросійському університеті в Одесі. Учень Сєченова Микола Введенський мав учня Данилу Воронцова, який працював зокрема в Одеському, Київському університеті, Київському медичному інституті та в Інституті фізіології ім. О. О. Богомольця. Воронцов започаткував велику школу електрофізіології, з якої вийшли Платон Костюк, Михайло Шуба, Володимир Скок, Ігор Магура, Пилип Сєрков, Ірина Владімірова. Кожен з них досліджував фізіологію та електричні сигнали різних типів клітин.
В лабораторії Івана Павлова працювали українські фізіологи Василь Чаговець та Георгій Фольборт. Чаговець очолив кафедру фізіології Київського університету (надалі завідував кафедрою в Київському медичному інституті). Чаговець розвивав електрофізіологічні дослідження роботи нервової та м'язової тканини. Його учень Володимир Правдич-Немінський вперше в світі виміряв електроенцефалограму з поверхні черепа тварини. Правдич-Немінський також вивчав метаболізм азотвмісних сполук в організмі та його вплив на фізіологію. Фольборт вивчав фізіологію травної системи, фізіологічну втому, механізми формування умовних рефлексів. Він працював у Харківському медичному інституті, надалі в Київському медичному інституті, Інституті фізіології ім. О. О. Богомольця.

## Наукові центри
Важливим науковим центром, де досліджуються питання фізіології, є Інститут фізіології імені О. О. Богомольця НАН України. Тут вивчаються фізіологія нервової системи, фізіологія кровообігу і серця, фізіологія дихання, молекулярна і клітинна фізіологія. Функції клітини також вивчають у Міжнародному центрі молекулярної фізіології НАН України. В структурі НАМН України також є інститути, де досліджують фізіологічні процеси з медичної точки зору. В Інституті геронтології вивчають вікову фізіологію, в Інституті ендокринології — функцію ендокринної системи та фізіологію обміну речовин.
В низці медичних університетів існують відомі своїми дослідженнями в минулому та сучасності кафедри фізіології, зокрема в Вінницькому, Одеському тощо.

## Видатні українські фізіологи та їх відкриття
- Олександр Вальтер — відкрив вплив симпатичної нервової системи на тонус судин.
- Василь Чаговець — запропонував іонну теорію генерації біоелектричних потенціалів, конденсаторну теорію збудження
- Володимир Правдич-Немінський — виміряв першу в світі неінвазивну електроенцефалограму.
- Георгій Фольборт — відкрив негативні умовні рефлекси, розробив концепцію фізичної втоми (правила Фольборта).
- Платон Костюк — відкрив потенціалзалежні кальцієві канали(інші мови), дослідив фізіологічну роль іонів кальцію в клітині тварин.
- Михайло Шуба — відкрив електричні зв'язки в гладеньких м'язах, описав блокатор кальцієвих каналів апамін.